# Vesna Milutin
Vesna Milutin (Zagreb, 1973.), hrvatska arhitektica.
Vesna Milutin. Rođena je 1971. u Zagrebu. 1997. godine diplomirala je na Arhitektonskom fakultetu sveučilišta u Zagrebu. 
Od 1995.  sudjeluje na natječajima, izložbama, arhitektonskim radionicama samostalno i u suradnji s arhitektima: Anom Šverko, Ivanom Ergić, Vanjom Ilić, Zorislavom Petrićem i Tomislavom Rukavinom.
2000. godine osniva CAPSULA studio u Zagrebu u kome djeluje s Ivanom Ergić i Vanjom Ilić.

## Začajnije realizacije  - CAPSULA studio
2000.
- Interijer poslovnog prostora EAN Croatia u Zagrebu,
 Trg kralja Tomislava, Samobor (Ergić, Ilić, Petrić i Milutin – koautor)

2001.
- Oblikovanje korporativnog namještaja i standarda uređenja interijera prodajnih mjesta HT-a   ( Ergić, Ilić, Milutin).

- Interijer poslovnog prostora Plavi film, Buzin (Ergić, Ilić, Milutin).

2002.
- Interijer dvorane A Fakulteta političkih znanosti, Zagreb   (Ergić, Ilić, Milutin).

- Interijer poslovnog prostora Infokod, Zagreb (Ergić, Ilić, Milutin).

2003.
- Scenografija modne revije L’Oreal, Gliptoteka, Zagreb   (Ergić, Milutin).

2004.
- Stambeno poslovna zgrada iz programa POS-a u Cresu  (Ergić, Ilić, Milutin).

- Interijer restorana i recepcije Makronova centra, Zagreb  (Ergić, Milutin).

- Interijer stambenog prostora u Bosanskoj ulici u Zagrebu (Ergić, Milutin).

- Oblikovanje i uredništvo Kataloga natječaja za poslovnu zgradu Erstebank u Zagrebu. (Ergić, Milutin).

2005.
- Stambena zgrada u Rematama, Zagreb, realizacija u tijeku (Ergić, Milutin).

- Rekonstrukcija i dogradnja obiteljske kuće na Markuševcu, Zagreb, (Ergić, Milutin).

- Stambena zgrada na Trešnjevci, Zagreb  (Ergić, Milutin).